# Петър Вутов
Петър Георгиев Вутов е български партизанин, дипломат и политик от Българската комунистическа партия (БКП). Той е дългогодишен посланик в разни страни, заместник-министър, председател на Комитета за култура и изкуство през 1963 – 1966 година.

## Биография

### Произход, образование и работа
Петър Вутов е роден на 2 октомври 1917 г. в село Бъркач, Плевенско. През 1931 г. става член на Работническия младежки съюз (РМС). Завършва медицина в Софийския университет „Св. Климент Охридски“ (СУ) и по време на следването си участва активно в комунистическия Български общ народен студентски съюз. Инструктор е в ЦК на РМС и представител на Централната младежка отечественофронтовска комисия. През 1943 – 1944 г. е партизанин в Червенобрежкия отряд. През 1944 г. става член на БКП.

### Професионална и политическа кариера
След Деветосептемврийския преврат през 1944 г. Вутов започва работа във външното министерство и през 1948 г. е управляващ легацията на България в Съединените щати. През следващите години е посланик в Индия (1955 – 1956), постоянен представител на България в Организацията на обединените нации (ООН) (1956 – 1959) и посланик в Съединените щати (1960 – 1962). През 1963 г. за кратко е заместник-министър на външните работи.
В периода 1963 – 1966 г. Петър Вутов е председател на Комитета за култура и изкуство с ранг на министър в първото правителство на Тодор Живков. След това е посланик във Великобритания (1966 – 1969), Нидерландия (1969 – 1972) и Египет (1974 – 1978) и постоянен представител при службата на ООН в Женева (1978 – 1980). Член е на Бюрото на Националния комитет за европейска сигурност и сътрудничество. Носител на орден „Георги Димитров“.
Петър Вутов умира на 6 ноември 1993 г. в София.